# Debdou

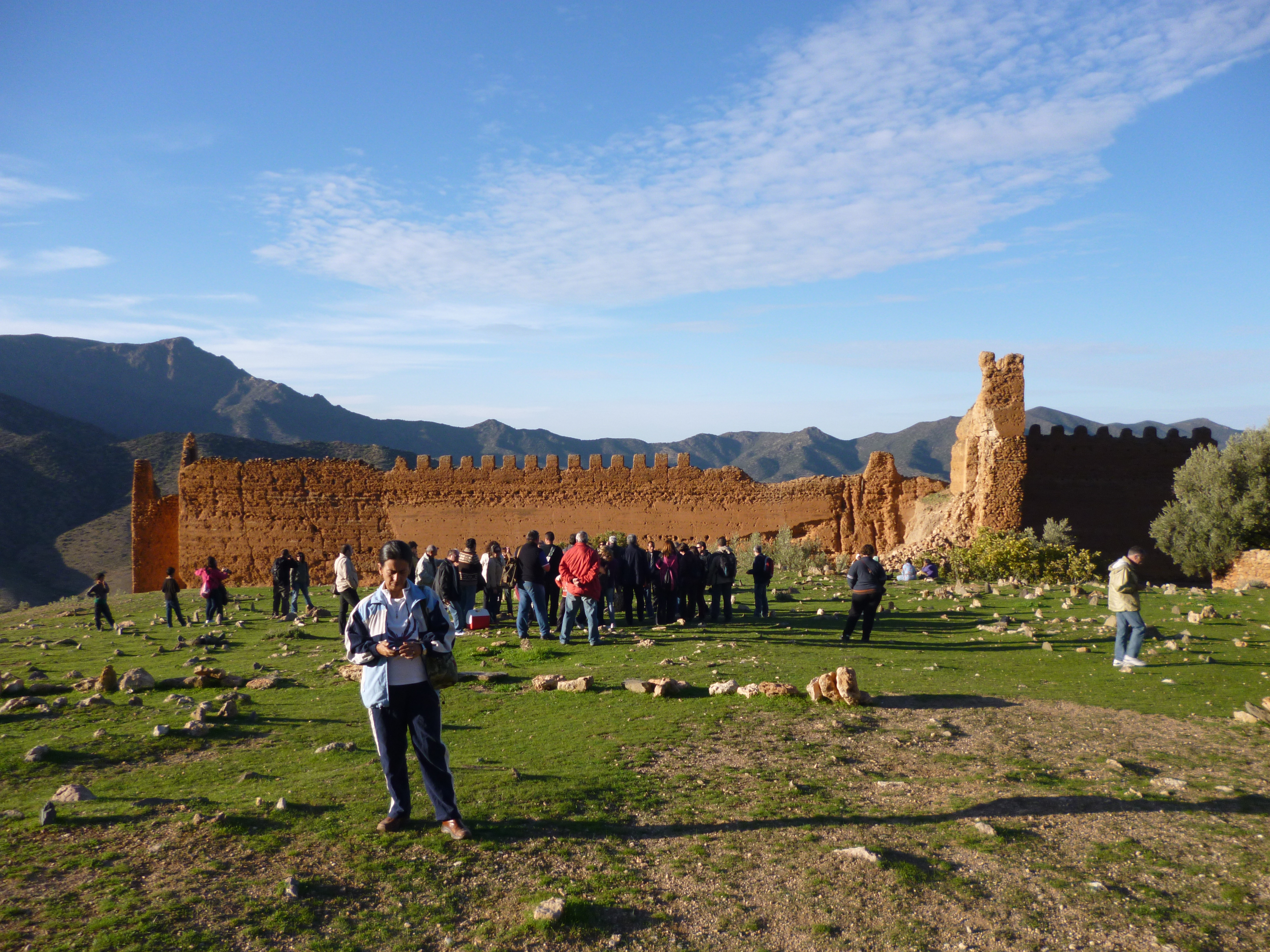
Friedhof bei der Kasbah-Ruine

Debdou (Zentralatlas-Tamazight ⴷⴱⴷⵓ Debdu) ist eine Stadt mit etwa 4500 Einwohnern in der Provinz Taourirt in der Region Oriental im Osten von Marokko.

## Lage und Klima
Debdou liegt in halbwüstenartiger Umgebung in einer Höhe von ca. 990 m ungefähr 160 km (Fahrtstrecke) südlich der Mittelmeer-Küstenstadt Nador. Das Klima ist steppenartig und nicht selten kühl; Regen (ca. 270 mm/Jahr) fällt nahezu ausschließlich im Winterhalbjahr.

## Bevölkerung
| Jahr      | 1994 | 2004 | 2014 | 2024 |
| Einwohner | 4477 | 4596 | 4960 | 4447 |

Die Bevölkerung der Stadt ist im Wesentlichen eine Mischung aus Berbern und Arabern; man spricht Berberdialekte und Marokkanisches Arabisch.

## Wirtschaft
In den Tallagen ist Feldwirtschaft möglich; in den umliegenden Bergen werden Schaf- und Ziegenherden geweidet. In der Umgebung gibt es mehrere ehemalige Erzminen, die heute als Fundstellen von Mineralien fungieren.

## Geschichte
Im 13. und 14. Jahrhundert hatte Debdou unter Übergriffen der in Tlemcen residierenden Abdalwadiden zu leiden, die sich mit den im Marokko regierenden Meriniden um die Grenze stritten. Die Stadt wurde im 15. Jahrhundert von sefardischen Juden quasi neugegründet und bildete bis ins 16. Jahrhundert hinein das Zentrum eines unabhängigen Fürstentums, welches sich bis nach Taza erstreckte.  
Debdou war bis Anfang des 20. Jahrhunderts ein wichtiges jüdisches Zentrum. 1910 hatte die Stadt eine zu über 50 % jüdische Bevölkerung, nämlich ca. 1.300 Juden im Vergleich zu etwa 1.200 Muslimen. Als die französische Kolonialarmee 1911 kurz vor der Einnahme der Stadt Oujda stand, rächten sich arabische Bewohner in Debdou mit Übergriffen und Plünderungen an mit Frankreich sympathisierenden Juden. Zu ihrem Schutz stellte die jüdische Gemeinde arabische Söldner an, diese bemächtigten sich jedoch der Wertsachen ihrer Auftraggeber. Dass der Rabbiner David Cohen Scali 1912 an einer Zeremonie zur Begrüßung der französischen Truppen teilnahm, ist verständlich, belastete aber das weitere Zusammenleben.

## Sehenswürdigkeiten
- Das alte Ortszentrum mit seinen verwinkelten Gassen ist durchaus sehenswert.
- Die alte Lehmfestung (kasbah) liegt weitgehend in Ruinen.

### Zeitdokumente
Nahum Schlousch: Les Juifs de Debdou. In: Revue du monde musulman, Band 22, Nr. 2, Paris 1913, S. 211–269.